# Nomada festiva
Nomada festiva är en biart som beskrevs av Cresson 1863. Nomada festiva ingår i släktet gökbin, och familjen långtungebin. Inga underarter finns listade i Catalogue of Life.